# 拉斯姆斯·勒多夫

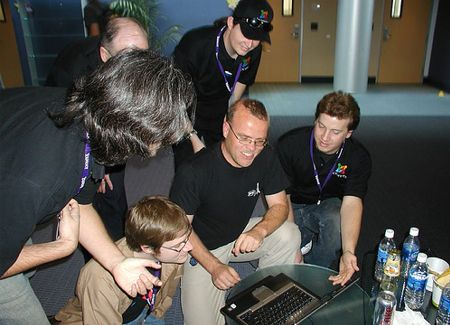
拉斯姆斯·勒多夫和Joomla!的开发者在OSCMS 2007会议（开源内容管理系统会议）中讨论网络安全

拉斯姆斯·勒多夫（英語：Rasmus Lerdorf，1968年11月22日—），出生于格陵兰岛凯凯塔苏瓦克的程序员，拥有加拿大国籍。他是编程语言PHP的创始人，其中PHP的头两个版本是由他编写，后来他也参与PHP后续版本的开发。
勒多夫1988年毕业于安大略省金城中学，1993年毕业于滑铁卢大学，获得系统设计工程应用科学学士学位。2002年9月至2009年11月6日间，他在Yahoo!公司担任基础设施架构师。2010年，他加入WePay公司帮助开发其API。2011年起，他担任创业顾问。